# Ольховец (Новоушицкий район)
Ольховец (укр. Вільховець) — село в Новоушицком районе Хмельницкой области Украины.
Население по переписи 2001 года составляло 1485 человек. Почтовый индекс — 32660. Телефонный код — 3847. Занимает площадь 4,408 км². Код КОАТУУ — 6823386501.

## Местный совет
32660, Хмельницкая обл., Новоушицкий р-н, с. Ольховец, ул. Молодёжная, 12